# 本多重益
本多 重益（ほんだ しげます）は、越前丸岡藩の第4代藩主。

## 生涯
寛文3年（1663年）、第3代藩主本多重昭の長男として生まれる。延宝4年（1676年）、父の死去により家督を継ぐ。延宝5年（1677年）に従五位下、飛騨守に叙任する。
重益は信仰心は厚い人物だったが、藩主としては暗愚で、藩政は家臣に任せて自らは酒色に溺れたという。このため、家臣団内部で藩政の実権をめぐっての争いが起こる。さらに重益に実子が無かったことで太田又八は暗愚な重益を隠居させて弟の重信を擁立しようとした（重信は早世したため、のちに重修に白羽の矢が立つことになる）。これに対して本多織部は暗愚な重益を傀儡として、自らは実権を掌握して思うがままに藩政を操ろうとした。この両派による争いは激化し、幕府も捨て置けず、元禄8年（1695年）3月23日、幕府は重益の家臣団統率がよろしくないとして改易に処し、重益は池田仲澄に身柄を預けられることになった。
宝永6年（1709年）、徳川家宣が新将軍に就任すると、恩赦により罪を許され、宝永7年（1710年）に2000石の旗本寄合組として復帰した。
享保18年（1733年）2月25日に死去した。享年71。跡を五島盛暢の子で、養子の成興が継いだ。